# Masuru, Sagar
Masuru là một làng thuộc tehsil Sagar, huyện Shimoga, bang Karnataka, Ấn Độ.